# 蛍原徹の真剣ゴルフ部!ホトオープン
『蛍原徹の真剣ゴルフ部!ホトオープン』（ほとはらとおるのしんけんゴルフぶホトオープン）は、BSJapanext（現BS10）にて2022年4月3日より放送中のバラエティ番組。放送日時は毎週日曜日 21:00 - 22:00（JST）で、当初は『Life FUN!』放送枠だったが、2023年7月の改編で新設されたゴルフ番組放送枠『9じゴル』へと編入された（放送日時は同じ）。

## 概要
タレント・蛍原徹らゴルフ好き芸能人で結成された「真剣ゴルフ部」が、プロゴルファーに真剣勝負を挑むバラエティー番組。
部長の蛍原以外の「部員」は実質的にはゲストで、毎回蛍原を含む3人一組の真剣ゴルフ部チームを編成し、1人のプロゴルファーと対戦する。対戦は12ホール制となっていて、通常はそれを4週に分けて放送する（冬季は9ホール制、3週に分割）。
なお、番組の最後にはジャパネットたかたによる15分間のテレビショッピング枠が設けられているため、本編の放送時間は一般的な一時間番組よりも短くなっている。
また、BSテレ東でも2022年8月20日より不定期で土曜日 17:30 - 18:30の枠にて放送（遅れネット）されている。

### テレビショッピング
番組終盤に15分間、放送局の設立母体で番組スポンサーの「ジャパネットたかた」によるテレビショッピング枠（別撮り、スタジオ）が設けられている。主にゴルフ関連商品が販売されるが、商品が本編内で使用されるなどのプロダクトプレイスメント広告は見られない。

## 対戦ルール
対戦はホールごとの打数によりポイントが加算されるステーブルフォード方式によって行われる。
ハンデとしてゴルフ部は3人の合計スコアで戦うほか、プロよりも得点が大きく設定されている（下記表参照）。ただしゴルフ部が3人ともダブルボギーを叩き3失点してしまう場合もあるため、単純にゴルフ部有利とは限らない。
なお、勝者には副賞としてジャパネットたかたのカタログギフトが贈呈される。
|                  | ゴルフ部 | プロ |
| ---------------- | -------- | ---- |
| イーグル         | 10p      | 5p   |
| バーディー       | 5p       | 3p   |
| パー             | 1p       | 1p   |
| ボギー           | 0p       | -1p  |
| ダブルボギー以上 | -1p      | -3p  |

## コーナー
クラブセッティング - 部員・プロゴルファーのうち1人と蛍原部長が出演し、部長がゲスト持参のキャディバッグを拝見するミニコーナー。クラブ構成を確認しながら用具へのこだわりなどを聞き出す。

## 出演者・戦績

### 2022年
通算戦績　4勝5敗
| 戦    | 放送回 | 放送日   | ゴルフ部チーム                               | 対戦プロ     | ゴルフ場                                               | 勝敗   | 備考 |
| ----- | ------ | -------- | -------------------------------------------- | ------------ | ------------------------------------------------------ | ------ | ---- |
| 第1戦 | 1      | 4月3日   | 蛍原、阿部桃子、小泉孝太郎                   | 時松隆光     | アバイディングクラブ ゴルフソサエティ【PGM】（茨城県） | ●      |      |
| 第1戦 | 2      | 4月10日  | 蛍原、阿部桃子、小泉孝太郎                   | 時松隆光     | アバイディングクラブ ゴルフソサエティ【PGM】（茨城県） | ●      |      |
| 第1戦 | 3      | 4月17日  | 蛍原、阿部桃子、小泉孝太郎                   | 時松隆光     | アバイディングクラブ ゴルフソサエティ【PGM】（茨城県） | ●      |      |
| 第1戦 | 4      | 4月24日  | 蛍原、阿部桃子、小泉孝太郎                   | 時松隆光     | アバイディングクラブ ゴルフソサエティ【PGM】（茨城県） | ●      |      |
| 第2戦 | 5      | 5月1日   | 蛍原、阿部桃子、ケイン・コスギ、（杉澤伸章） | 宮本勝昌     | 千葉国際CC【PGM】                                      | ●      |      |
| 第2戦 | 6      | 5月8日   | 蛍原、阿部桃子、ケイン・コスギ、（杉澤伸章） | 宮本勝昌     | 千葉国際CC【PGM】                                      | ●      |      |
| 第2戦 | 7      | 5月15日  | 蛍原、阿部桃子、ケイン・コスギ、（杉澤伸章） | 宮本勝昌     | 千葉国際CC【PGM】                                      | ●      |      |
| 第2戦 | 8      | 5月22日  | 蛍原、阿部桃子、ケイン・コスギ、（杉澤伸章） | 宮本勝昌     | 千葉国際CC【PGM】                                      | ●      |      |
| 第3戦 | 9      | 5月29日  | 蛍原、斉藤和巳、萩原菜乃花、（金谷多一郎）   | 成田美寿々   | 千葉国際CC【PGM】                                      | ○      |      |
| 第3戦 | 10     | 6月5日   | 蛍原、斉藤和巳、萩原菜乃花、（金谷多一郎）   | 成田美寿々   | 千葉国際CC【PGM】                                      | ○      |      |
| 第3戦 | 11     | 6月12日  | 蛍原、斉藤和巳、萩原菜乃花、（金谷多一郎）   | 成田美寿々   | 千葉国際CC【PGM】                                      | ○      |      |
| 第3戦 | 12     | 6月19日  | 蛍原、斉藤和巳、萩原菜乃花、（金谷多一郎）   | 成田美寿々   | 千葉国際CC【PGM】                                      | ○      |      |
| 第4戦 | 13     | 6月26日  | 蛍原、萩原菜乃花、関根勤、（伊能恵子）       | 中西直人     | アバイディングクラブ ゴルフソサエティ【PGM】           | ●      |      |
| 第4戦 | 14     | 7月3日   | 蛍原、萩原菜乃花、関根勤、（伊能恵子）       | 中西直人     | アバイディングクラブ ゴルフソサエティ【PGM】           | ●      |      |
| 第4戦 | 15     | 7月10日  | 蛍原、萩原菜乃花、関根勤、（伊能恵子）       | 中西直人     | アバイディングクラブ ゴルフソサエティ【PGM】           | ●      |      |
| 第4戦 | 16     | 7月17日  | 蛍原、萩原菜乃花、関根勤、（伊能恵子）       | 中西直人     | アバイディングクラブ ゴルフソサエティ【PGM】           | ●      |      |
| 第5戦 | 17     | 7月24日  | 蛍原、金子昇、後藤楽々、（進藤大典）         | 北田瑠衣     | アバイディングクラブ ゴルフソサエティ【PGM】           | ●      |      |
| 第5戦 | 18     | 7月31日  | 蛍原、金子昇、後藤楽々、（進藤大典）         | 北田瑠衣     | アバイディングクラブ ゴルフソサエティ【PGM】           | ●      |      |
| 第5戦 | 19     | 8月7日   | 蛍原、金子昇、後藤楽々、（進藤大典）         | 北田瑠衣     | アバイディングクラブ ゴルフソサエティ【PGM】           | ●      |      |
| 第5戦 | 20     | 8月14日  | 蛍原、金子昇、後藤楽々、（進藤大典）         | 北田瑠衣     | アバイディングクラブ ゴルフソサエティ【PGM】           | ●      |      |
| 第6戦 | 21     | 8月21日  | 蛍原、後藤楽々、杉山愛                       | 斉藤愛璃     | オールドオーチャードGC【PGM】（茨城県）                | ○      |      |
| 第6戦 | 22     | 8月28日  | 蛍原、後藤楽々、杉山愛                       | 斉藤愛璃     | オールドオーチャードGC【PGM】（茨城県）                | ○      |      |
| 第6戦 | 23     | 9月4日   | 蛍原、後藤楽々、杉山愛                       | 斉藤愛璃     | オールドオーチャードGC【PGM】（茨城県）                | ○      |      |
| 第6戦 | 24     | 9月11日  | 蛍原、後藤楽々、杉山愛                       | 斉藤愛璃     | オールドオーチャードGC【PGM】（茨城県）                | ○      |      |
| -     | 25     | 9月18日  | 総集編                                       | 総集編       | 総集編                                                 | 総集編 |      |
| -     | 26     | 9月25日  | 総集編                                       | 総集編       | 総集編                                                 | 総集編 |      |
| 第7戦 | 27     | 10月2日  | 蛍原、杉山愛、岩本勉、（伊能恵子）           | 馬場ゆかり   | 霞ヶ浦CC【PGM】（茨城県）                              | ●      |      |
| 第7戦 | 28     | 10月9日  | 蛍原、杉山愛、岩本勉、（伊能恵子）           | 馬場ゆかり   | 霞ヶ浦CC【PGM】（茨城県）                              | ●      |      |
| 第7戦 | 29     | 10月16日 | 蛍原、杉山愛、岩本勉、（伊能恵子）           | 馬場ゆかり   | 霞ヶ浦CC【PGM】（茨城県）                              | ●      |      |
| 第7戦 | 30     | 10月23日 | 蛍原、杉山愛、岩本勉、（伊能恵子）           | 馬場ゆかり   | 霞ヶ浦CC【PGM】（茨城県）                              | ●      |      |
| 第8戦 | 31     | 10月30日 | 蛍原、岸田タツヤ、三枝こころ、（伊能恵子）   | 横田真一     | ハーモニーヒルズGC【PGM】（栃木県）                    | ○      |      |
| 第8戦 | 32     | 11月6日  | 蛍原、岸田タツヤ、三枝こころ、（伊能恵子）   | 横田真一     | ハーモニーヒルズGC【PGM】（栃木県）                    | ○      |      |
| 第8戦 | 33     | 11月13日 | 蛍原、岸田タツヤ、三枝こころ、（伊能恵子）   | 横田真一     | ハーモニーヒルズGC【PGM】（栃木県）                    | ○      |      |
| 第8戦 | 34     | 11月20日 | 蛍原、岸田タツヤ、三枝こころ、（伊能恵子）   | 横田真一     | ハーモニーヒルズGC【PGM】（栃木県）                    | ○      |      |
| -     | 35     | 11月27日 | 総集編                                       | 総集編       | 総集編                                                 | 総集編 |      |
| 第9戦 | 36     | 12月4日  | 蛍原、三枝こころ、谷繁元信                   | 阿久津未来也 | PGM南市原GC（千葉県）                                  | ○      |      |
| 第9戦 | 37     | 12月11日 | 蛍原、三枝こころ、谷繁元信                   | 阿久津未来也 | PGM南市原GC（千葉県）                                  | ○      |      |
| 第9戦 | 38     | 12月18日 | 蛍原、三枝こころ、谷繁元信                   | 阿久津未来也 | PGM南市原GC（千葉県）                                  | ○      |      |
| 第9戦 | 39     | 12月25日 | 蛍原、三枝こころ、谷繁元信                   | 阿久津未来也 | PGM南市原GC（千葉県）                                  | ○      |      |

### 2023年
通算戦績　5勝7敗1分
| 戦     | 放送回 | 放送日   | ゴルフ部チーム                                       | 対戦プロ                                             | ゴルフ場                                     | 勝敗                 | 備考 |
| ------ | ------ | -------- | ---------------------------------------------------- | ---------------------------------------------------- | -------------------------------------------- | -------------------- | --- |
| 第10戦 | 40     | 1月1日   | 【前半戦】蛍原、関根勤、杉山愛、（杉澤伸章）         | 渡邊彩香、葭葉ルミ                                   | THE RAYSUM（群馬県）                         | ●                    | 2週連続の新春スペシャルとして23:00までの各2時間放送。 ゴルフ部のみ前・後半でメンバーチェンジ（得点は合算）、プロは「飛ばし屋女子プロチーム」として2人とも前後半通して出場する特別ルール。 |
| 第10戦 | 41     | 1月8日   | 【後半戦】蛍原、斉藤和巳、高柳愛実、（杉澤伸章）     | 渡邊彩香、葭葉ルミ                                   | THE RAYSUM（群馬県）                         | ●                    | 2週連続の新春スペシャルとして23:00までの各2時間放送。 ゴルフ部のみ前・後半でメンバーチェンジ（得点は合算）、プロは「飛ばし屋女子プロチーム」として2人とも前後半通して出場する特別ルール。 |
| 第11戦 | 42     | 1月15日  | 蛍原、高柳愛実、池森秀一、（川口大二）               | 菅沼菜々                                             | 富士平原GC（静岡県）                         | ●                    | 今回より冬季ルールにより9ホール制（第15戦まで） |
| 第11戦 | 43     | 1月22日  | 蛍原、高柳愛実、池森秀一、（川口大二）               | 菅沼菜々                                             | 富士平原GC（静岡県）                         | ●                    | |
| 第11戦 | 44     | 1月29日  | 蛍原、高柳愛実、池森秀一、（川口大二）               | 菅沼菜々                                             | 富士平原GC（静岡県）                         | ●                    | |
| -      | 45     | 2月5日   | 第3戦のダイジェスト                                  | 第3戦のダイジェスト                                  | 第3戦のダイジェスト                          | 第3戦のダイジェスト  | |
| 第12戦 | 46     | 2月12日  | 蛍原、石原良純、稲村亜美                             | 甲田良美                                             | 南総ヒルズCC【PGM】（千葉県）                | ●                    | |
| 第12戦 | 47     | 2月19日  | 蛍原、石原良純、稲村亜美                             | 甲田良美                                             | 南総ヒルズCC【PGM】（千葉県）                | ●                    | |
| 第12戦 | 48     | 2月26日  | 蛍原、石原良純、稲村亜美                             | 甲田良美                                             | 南総ヒルズCC【PGM】（千葉県）                | ●                    | |
| -      | 49     | 3月5日   | 第7戦のダイジェスト                                  | 第7戦のダイジェスト                                  | 第7戦のダイジェスト                          | 第7戦のダイジェスト  | |
| 第13戦 | 50     | 3月12日  | 蛍原、稲村亜美、矢野燿大                             | 大和笑莉奈                                           | 大多喜CC【PGM】（千葉県）                    | ○                    | |
| 第13戦 | 51     | 3月19日  | 蛍原、稲村亜美、矢野燿大                             | 大和笑莉奈                                           | 大多喜CC【PGM】（千葉県）                    | ○                    | |
| 第13戦 | 52     | 3月26日  | 蛍原、稲村亜美、矢野燿大                             | 大和笑莉奈                                           | 大多喜CC【PGM】（千葉県）                    | ○                    | |
| -      | 53     | 4月2日   | 第8戦のダイジェスト                                  | 第8戦のダイジェスト                                  | 第8戦のダイジェスト                          | 第8戦のダイジェスト  | |
| 第14戦 | 54     | 4月9日   | 蛍原、生田衣梨奈、RED RICE （金谷多一郎）            | 蛭田みな美                                           | ザ・インペリアルCC【PGM】（茨城県）          | ○                    | |
| 第14戦 | 55     | 4月16日  | 蛍原、生田衣梨奈、RED RICE （金谷多一郎）            | 蛭田みな美                                           | ザ・インペリアルCC【PGM】（茨城県）          | ○                    | |
| 第14戦 | 56     | 4月23日  | 蛍原、生田衣梨奈、RED RICE （金谷多一郎）            | 蛭田みな美                                           | ザ・インペリアルCC【PGM】（茨城県）          | ○                    | |
| -      | 57     | 4月30日  | 第6戦のダイジェスト                                  | 第6戦のダイジェスト                                  | 第6戦のダイジェスト                          | 第6戦のダイジェスト  | |
| 第15戦 | 58     | 5月7日   | 蛍原、生田衣梨奈、具志堅用高（金谷多一郎）           | 吉川桃                                               | 内原CC【PGM】（茨城県）                      | ●                    | |
| 第15戦 | 59     | 5月14日  | 蛍原、生田衣梨奈、具志堅用高（金谷多一郎）           | 吉川桃                                               | 内原CC【PGM】（茨城県）                      | ●                    | |
| 第15戦 | 60     | 5月21日  | 蛍原、生田衣梨奈、具志堅用高（金谷多一郎）           | 吉川桃                                               | 内原CC【PGM】（茨城県）                      | ●                    | |
| -      | 61     | 5月28日  | 第4戦のダイジェスト                                  | 第4戦のダイジェスト                                  | 第4戦のダイジェスト                          | 第4戦のダイジェスト  | |
| 第16戦 | 62     | 6月4日   | 蛍原、阿部桃子、栗田貫一（金谷多一郎）               | 佐伯三貴                                             | カメリアヒルズCC（千葉県）※                  | △                    | 冬季ルール終了も雨天につき9ホール制。 ※6月下旬に同局で放送したJLPGAツアー「アース・モンダミンカップ」のPRのため同じ会場で開催                                                             |
| 第16戦 | 63     | 6月11日  | 蛍原、阿部桃子、栗田貫一（金谷多一郎）               | 佐伯三貴                                             | カメリアヒルズCC（千葉県）※                  | △                    | 冬季ルール終了も雨天につき9ホール制。 ※6月下旬に同局で放送したJLPGAツアー「アース・モンダミンカップ」のPRのため同じ会場で開催                                                             |
| 第16戦 | 64     | 6月18日  | 蛍原、阿部桃子、栗田貫一（金谷多一郎）               | 佐伯三貴                                             | カメリアヒルズCC（千葉県）※                  | △                    | 冬季ルール終了も雨天につき9ホール制。 ※6月下旬に同局で放送したJLPGAツアー「アース・モンダミンカップ」のPRのため同じ会場で開催                                                             |
| 第17戦 | 65     | 6月25日  | 蛍原、阿部桃子、金子昇                               | 福嶋晃子                                             | 太平洋クラブ大洗シャーウッドコース（茨城県） | ○                    | |
| 第17戦 | 66     | 7月2日   | 蛍原、阿部桃子、金子昇                               | 福嶋晃子                                             | 太平洋クラブ大洗シャーウッドコース（茨城県） | ○                    | 放送枠再編により今回からゴルフ番組放送枠「9じゴル」となる（放送日時変わらず） |
| 第17戦 | 67     | 7月9日   | 蛍原、阿部桃子、金子昇                               | 福嶋晃子                                             | 太平洋クラブ大洗シャーウッドコース（茨城県） | ○                    | |
| 第17戦 | 68     | 7月16日  | 蛍原、阿部桃子、金子昇                               | 福嶋晃子                                             | 太平洋クラブ大洗シャーウッドコース（茨城県） | ○                    | |
| -      | 69     | 7月23日  | 第9戦のダイジェスト                                  | 第9戦のダイジェスト                                  | 第9戦のダイジェスト                          | 第9戦のダイジェスト  | |
| 第18戦 | 70     | 7月30日  | 蛍原、秋山真凜、えなりかずき（金谷多一郎）           | 有村智恵                                             | 南総CC（千葉県）                             | ○                    | 特別編成（JLPGAツアー「楽天スーパーレディース」録画放送）のため22:00放送開始。3月収録のため冬季ルール（9ホール制）                                                                        |
| 第18戦 | 71     | 8月6日   | 蛍原、秋山真凜、えなりかずき（金谷多一郎）           | 有村智恵                                             | 南総CC（千葉県）                             | ○                    | |
| 第18戦 | 72     | 8月13日  | 蛍原、秋山真凜、えなりかずき（金谷多一郎）           | 有村智恵                                             | 南総CC（千葉県）                             | ○                    | |
| -      | 73     | 8月20日  | 第11戦のダイジェスト                                 | 第11戦のダイジェスト                                 | 第11戦のダイジェスト                         | 第11戦のダイジェスト | |
| 第19戦 | 74     | 8月27日  | 蛍原、秋山真凛、大久保嘉人（杉澤伸章）               | 矢野東                                               | 金乃台CC（茨城県）                           | ●                    | |
| 第19戦 | 75     | 9月3日   | 蛍原、秋山真凛、大久保嘉人（杉澤伸章）               | 矢野東                                               | 金乃台CC（茨城県）                           | ●                    | |
| 第19戦 | 76     | 9月10日  | 蛍原、秋山真凛、大久保嘉人（杉澤伸章）               | 矢野東                                               | 金乃台CC（茨城県）                           | ●                    | |
| 第19戦 | 77     | 9月17日  | 蛍原、秋山真凛、大久保嘉人（杉澤伸章）               | 矢野東                                               | 金乃台CC（茨城県）                           | ●                    | |
| 特別編 | -      | 9月23日  | 「蛍原、金谷多一郎プロ」対「望月理恵、片岡大育プロ」 | 「蛍原、金谷多一郎プロ」対「望月理恵、片岡大育プロ」 | 千葉国際CC【PGM】                            | ●                    | 「ゴルフの日特別編 」として土曜日に放送された特別番組（1:30 - 2:30ほか計4回放送）。部員（タレント）とプロの混合ペア同士が対戦する特別ルール。金谷はプレイヤーとしては初参戦。             |
| -      | 78     | 9月24日  | 第12戦のダイジェスト                                 | 第12戦のダイジェスト                                 | 第12戦のダイジェスト                         | 第12戦のダイジェスト | |
| -      | 79     | 10月1日  | 9月23日放送の詳細版                                  | 9月23日放送の詳細版                                  | 9月23日放送の詳細版                          | 9月23日放送の詳細版  | |
| -      | 80     | 10月8日  | 9月23日放送の詳細版                                  | 9月23日放送の詳細版                                  | 9月23日放送の詳細版                          | 9月23日放送の詳細版  | |
| -      | 81     | 10月15日 | 9月23日放送の詳細版                                  | 9月23日放送の詳細版                                  | 9月23日放送の詳細版                          | 9月23日放送の詳細版  | |
| -      | 82     | 10月22日 | 9月23日放送の詳細版                                  | 9月23日放送の詳細版                                  | 9月23日放送の詳細版                          | 9月23日放送の詳細版  | |
| -      | 83     | 10月29日 | 第13戦のダイジェスト                                 | 第13戦のダイジェスト                                 | 第13戦のダイジェスト                         | 第13戦のダイジェスト | |
| 第20戦 | 84     | 11月5日  | 望月理恵、飯田哲也、原西孝幸（※部長代理）            | 森田理香子                                           | 丸の内倶楽部（千葉県）                       | ●                    | ※蛍原は体調不良のため欠席、原西が部長代理として出演。番組の進行は望月が務めた。9ホール制。                                                                                                |
| 第20戦 | 85     | 11月12日 | 望月理恵、飯田哲也、原西孝幸（※部長代理）            | 森田理香子                                           | 丸の内倶楽部（千葉県）                       | ●                    | |
| 第20戦 | 86     | 11月19日 | 望月理恵、飯田哲也、原西孝幸（※部長代理）            | 森田理香子                                           | 丸の内倶楽部（千葉県）                       | ●                    | |
| -      | 87     | 11月26日 | 第14戦のダイジェスト                                 | 第14戦のダイジェスト                                 | 第14戦のダイジェスト                         | 第14戦のダイジェスト | |
| 第21戦 | 88     | 12月3日  | 蛍原、岩隈久志、後藤楽々（金谷多一郎）               | 川﨑志穂                                             | 京CC（千葉県）                               | ◯                    | 12ホール制。 |
| 第21戦 | 89     | 12月10日 | 蛍原、岩隈久志、後藤楽々（金谷多一郎）               | 川﨑志穂                                             | 京CC（千葉県）                               | ◯                    | |
| 第21戦 | 90     | 12月17日 | 蛍原、岩隈久志、後藤楽々（金谷多一郎）               | 川﨑志穂                                             | 京CC（千葉県）                               | ◯                    | |
| 第21戦 | 91     | 12月24日 | 蛍原、岩隈久志、後藤楽々（金谷多一郎）               | 川﨑志穂                                             | 京CC（千葉県）                               | ◯                    | |
| -      | 92     | 12月31日 | 第16戦のダイジェスト                                 | 第16戦のダイジェスト                                 | 第16戦のダイジェスト                         | 第16戦のダイジェスト | |

### 2024年
| 戦     | 放送回 | 放送日  | ゴルフ部チーム                           | 対戦プロ                       | ゴルフ場                       | 勝敗                           | 備考                                   |
| ------ | ------ | ------- | ---------------------------------------- | ------------------------------ | ------------------------------ | ------------------------------ | -------------------------------------- |
| 第22戦 | 93     | 1月7日  | 蛍原、新井美穂、佐藤弘道                 | 横峯さくら                     | 富士平原GC（静岡県）           | ●                              | 9ホール制。                            |
| 第22戦 | 94     | 1月14日 | 蛍原、新井美穂、佐藤弘道                 | 横峯さくら                     | 富士平原GC（静岡県）           | ●                              |                                        |
| 第22戦 | 95     | 1月21日 | 蛍原、新井美穂、佐藤弘道                 | 横峯さくら                     | 富士平原GC（静岡県）           | ●                              |                                        |
| 第23戦 | 96     | 1月28日 | 蛍原、新井美穂、コウケンテツ（杉澤伸章） | 宮里美香                       | ゴールデンクロスCC（千葉県）   | ●                              | 9ホール制。                            |
| 第23戦 | 97     | 2月4日  | 蛍原、新井美穂、コウケンテツ（杉澤伸章） | 宮里美香                       | ゴールデンクロスCC（千葉県）   | ●                              |                                        |
| 第23戦 | 98     | 2月11日 | 蛍原、新井美穂、コウケンテツ（杉澤伸章） | 宮里美香                       | ゴールデンクロスCC（千葉県）   | ●                              |                                        |
| -      | 99     | 2月18日 | 第10戦【前半戦】のダイジェスト           | 第10戦【前半戦】のダイジェスト | 第10戦【前半戦】のダイジェスト | 第10戦【前半戦】のダイジェスト |                                        |
| 第24戦 | 100    | 2月25日 | 蛍原、狩野舞子、時任勇気                 | 勝みなみ                       | 皐月GC 佐野コース（栃木県）    | ●                              | 9ホール制。                            |
| 第24戦 | 101    | 3月3日  | 蛍原、狩野舞子、時任勇気                 | 勝みなみ                       | 皐月GC 佐野コース（栃木県）    | ●                              |                                        |
| 第24戦 | 102    | 3月10日 | 蛍原、狩野舞子、時任勇気                 | 勝みなみ                       | 皐月GC 佐野コース（栃木県）    | ●                              |                                        |
| 第25戦 | 103    | 3月17日 | 蛍原、内川聖一、吉田沙保里               | 清本美波                       | 大多喜CC【PGM】（千葉県）      | ●                              | 9ホール制。                            |
| 第25戦 | 104    | 3月24日 | 蛍原、内川聖一、吉田沙保里               | 清本美波                       | 大多喜CC【PGM】（千葉県）      | ●                              |                                        |
| 第25戦 | 105    | 3月31日 | 蛍原、内川聖一、吉田沙保里               | 清本美波                       | 大多喜CC【PGM】（千葉県）      | ●                              |                                        |
| -      | 106    | 4月7日  | 第10戦【後半戦】のダイジェスト           | 第10戦【後半戦】のダイジェスト | 第10戦【後半戦】のダイジェスト | 第10戦【後半戦】のダイジェスト |                                        |
| 第26戦 | 107    | 4月14日 | 蛍原、五十嵐亮太、狩野舞子               | 香妻琴乃                       | 霞ヶ浦CC【PGM】（茨城県）      | ●                              | 9ホール制。                            |
| 第26戦 | 108    | 4月21日 | 蛍原、五十嵐亮太、狩野舞子               | 香妻琴乃                       | 霞ヶ浦CC【PGM】（茨城県）      | ●                              |                                        |
| 第26戦 | 109    | 4月28日 | 蛍原、五十嵐亮太、狩野舞子               | 香妻琴乃                       | 霞ヶ浦CC【PGM】（茨城県）      | ●                              |                                        |
| -      | 110    | 5月5日  | 第18戦のダイジェスト                     | 第18戦のダイジェスト           | 第18戦のダイジェスト           | 第18戦のダイジェスト           |                                        |
| 第27戦 | 111    | 5月12日 | 蛍原、神保悟志、瀬戸晴加                 | 藤本麻子                       | 鹿野山GC（千葉県）             | ◯                              | 9ホール制。                            |
| 第27戦 | 112    | 5月19日 | 蛍原、神保悟志、瀬戸晴加                 | 藤本麻子                       | 鹿野山GC（千葉県）             | ◯                              |                                        |
| 第27戦 | 113    | 5月26日 | 蛍原、神保悟志、瀬戸晴加                 | 藤本麻子                       | 鹿野山GC（千葉県）             | ◯                              |                                        |
| -      | 114    | 6月2日  | 第21戦のダイジェスト                     | 第21戦のダイジェスト           | 第21戦のダイジェスト           | 第21戦のダイジェスト           |                                        |
| 第28戦 | 115    | 6月9日  | 蛍原、武井壮、萩原菜乃花                 | イ・ボミ                       | カメリアヒルズCC（千葉県）     |                                | 6月23日は20:00～22:00の2時間枠で放送。 |
| 第28戦 | 116    | 6月16日 | 蛍原、武井壮、萩原菜乃花                 | イ・ボミ                       | カメリアヒルズCC（千葉県）     |                                |                                        |
| 第28戦 | 117    | 6月23日 | 蛍原、武井壮、萩原菜乃花                 | イ・ボミ                       | カメリアヒルズCC（千葉県）     |                                |                                        |

※カッコ内はキャディーとして参戦、勝敗はゴルフ部（または蛍原チーム）から見た結果